# Земноводні України (книга)

Обкладинка посібника «Земноводні України», україномовний варіант

Земноводні України (посібник для визначення земноводних України та суміжних країн) — перший виданий за часів незалежності України атлас-посібник для визначення представників фауни амфібій України. Автор — Писанець Євген Максимович, доктор біологічних наук, на 2010 рік — завідувач Зоологічного музею ім. М. М. Щербака Національного Науково-природничого музею НАН України. Науковий редактор видання — Юрій Некрутенко.
Книга являє собою ілюстрований посібник для визначення земноводних фауни України та суміжних країн, укладений на основі матеріалів польових досліджень автора та вивчення фондових колекцій багатьох зоологічних установ Європи. Враховані дані польових досліджень по 2007 рік включно.
У книзі вживаються українські наукові назви амфібій, ухвалені 1927 р. природничим відділом Інституту української наукової мови УАН. Посібник забезпечує визначення дорослих тварин: через брак практичних досліджень вікової та географічної мінливості зовнішньої морфології поки що неможливо достеменно визначати види більшості земноводних на личинковій стадії розвитку.
Посібник, окрім української мови, виданий також і російською під назвою «Амфибии Украины (справочник-определитель земноводных Украины и сопредельных территорий)».

## Вихідні дані
Україномовне видання:
Писанець Є. Земноводні України (посібник для визначення амфібій України та суміжних країн). — Київ: Видавництво Раєвського, 2007. — 192 с., 143 фотогр., 5 мал., 20 карт. ББК 28.693.33 (2Укр.) УДК 597.6/9 (477). — ISBN 966-7016-41-2.
Російськомовне видання:
Писанец Е. М. Амфибии Украины (справочник-определитель земноводных Украины и сопредельных территорий). — Киев: Зоологический музей ННПМ НАН Украины, 2007. — 312 с. УДК 597.6 (477)
ISBN 966-02-4176-3.